# قاو جون
قاو جون (بالإنجليزية: Gao Jun) هي لاعبة تنس الطاولة أمريكية، ولدت في 25 يناير 1969 في باودينغ في الصين.

## وصلات خارجية
- قاو جون على موقع منظمة تنس الطاولة العالمي (الإنجليزية)
- قاو جون على موقع اللجنة الأولمبية الدولية (الإنجليزية)
- قاو جون على موقع أوليمبيديا (الإنجليزية)